# Hitman and Bodyguard
Ce film ne fait pas partie des adaptations du jeu vidéo Hitman.
Pour les articles homonymes, voir Hitman.
Série
Hitman and Bodyguard 2
(2021)
Pour plus de détails, voir Fiche technique et Distribution.
Hitman & Bodyguard ou Mon meilleur ennemi au Québec (The Hitman's Bodyguard) est un film d'action international réalisé par Patrick Hughes, sorti en 2017.

## Synopsis
Michael Bryce (Ryan Reynolds), l'un des meilleurs gardes du corps au monde, est engagé par son ex, l'agent Amélia Roussel (Élodie Yung) d'Interpol, pour protéger son ennemi juré, le tueur à gages Darius Kincaid (Samuel L. Jackson), après que ce dernier a été blessé au cours d'une tentative d'assassinat. En effet, Kincaid doit témoigner et apporter les preuves des crimes contre l'humanité perpétrés par le dictateur biélorusse Vladislav Dukhovich (Gary Oldman) devant la Cour pénale internationale de La Haye dans les 24 heures. Les autres témoins ont soit été assassinés, soit n'ont aucune preuve de la perpétration desdits crimes. Kincaid est donc le dernier obstacle à lever pour Dukhovich s'il veut recouvrer sa liberté et reprendre le pouvoir. Le dictateur déchu va donc employer absolument tous les moyens pour s'assurer que l'assassin finisse six pieds sous terre avant de pouvoir témoigner, et Bryce est le seul à avoir une chance de conduire Darius vivant jusqu'à La Haye.

## Fiche technique
Sauf indication contraire, les informations mentionnées dans cette section peuvent être confirmées par les bases de données cinématographiques IMDb et Allociné,  présentes dans la section « Liens externes ».
- Titre original : The Hitman's Bodyguard
- Titre français : Hitman & Bodyguard
- Titre québécois : Mon meilleur ennemi[1]
- Réalisation : Patrick Hughes
- Scénario : Tom O'Connor
- Musique : Atli Örvarsson
  - Musiques additionnelles : Dmitri Golovko, Sriram Maddury et Claudio Olachea
  - Orchestration : Julian Kershaw
  - Montage musical : John Warhurst
- Direction artistique : Tim Blake, Paula Loos, Rebecca Milton, Katie Money, Ivan Ranghelov, Jan Rutgers et Louise Vogel
- Décors : Russell De Rozario
- Costumes : Stephanie Collie
- Maquillage : Jacqueline Hoogendijk, Nicky Knowles
- Coiffure : Jacqueline Hoogendijk, Nicky Knowles
- Photographie : Jules O'Loughlin
- Son : Dafydd Archard, Tim Cavagin, Antoin Cox, Justin M. Davey
- Montage : Jake Roberts
- Production : Mark Gill, Matthew O'Toole, John Thompson et Les Weldon
  - Production exécutive : Mark Birmingham, Valentin Dimitrov, Veselin Karadjov et Berry van Zwieten
  - Production déléguée : Jason Bloom, Christa Campbell, Boaz Davidson, Scott Einbinder, Jeffrey Greenstein, Lati Grobman, Avi Lerner, Yariv Lerner, Jing Chris Liu, Qiuyun Long, Matthew Milam, Tom de Mol (Pays-Bas), Christine Otal, Trevor Short et Douglas Urbanski
  - Coproduction : William Paul Clark
  - Coproduction déléguée : Marcel de Block, Samuel Hadida, Victor Hadida, Willem Pruijssers et Lonnie Ramati
  - Coproduction associée : Bo Shen et Shixing Zhou
- Sociétés de production :
  - États-Unis : Millennium Media, Campbell Grobman Films et Skydance Media, présenté par Summit Entertainment
  - Bulgarie : Nu Boyana Film Studios
  - Royaume-Uni : London Studios et Above The Line Set Assistance & Security Ltd
  - France : Davis-Films, en association avec Cristal Pictures
  - Hong Kong : en association avec East Light Media et TIK Films
  - Pays-Bas : Tom de Mol Productions, avec le soutien de Netherlands Film Production Incentive
- Sociétés de distribution :
  - États-Unis : Lionsgate
  - Bulgarie : Lenta
  - Royaume-Uni : Lionsgate UK
  - France : Metropolitan Filmexport
  - Hong Kong : Lark Films Distribution
  - Pays-Bas : Dutch FilmWorks
  - Belgique : Kinepolis Film Distribution
  - Canada : VVS Films
  - Suisse romande : Impuls Pictures
- Budget : 30 millions de $[2]
- Pays de production :  États-Unis,  Hong Kong,  Bulgarie,  Pays-Bas,  Canada,  Royaume-Uni,  France
- Langues originales : anglais, russe, français, japonais, italien, néerlandais, espagnol
- Format : couleur - 35 mm - 2,39:1 (Cinémascope) - son Dolby Atmos
- Genre : action, comédie, policier, thriller
- Durée : 118 minutes ; 112 minutes (version censurée de la Chine continentale)
- Dates de sortie[3] :
  - Hong Kong : 10 août 2017
  - Royaume-Uni, Pays-Bas : 17 août 2017
  - États-Unis, Canada (Québec) : 18 août 2017[1]
  - France, Belgique, Suisse romande : 23 août 2017[4],[5],[6]
  - Bulgarie : 1er septembre 2017
- Classification :
  - États-Unis : interdit aux moins de 17 ans (R – Restricted)[N 1]
  - Hong Kong : ne convient pas aux jeunes et aux enfants (IIB - Catégorie Deux-B)[N 2]
  - Pays-Bas : interdit aux moins de 16 ans
  - Canada (Colombie-Britannique / Alberta) : les enfants de moins de 14 ans doivent être accompagnées d'un adulte (14A - 14 Accompaniment)
  - Québec : 13 ans et plus (Violence - Langage vulgaire) (13+ / 13 years and over)[1]
  - Royaume-Uni : interdit aux moins de 15 ans (15 - Suitable only for 15 years and over)[7]
  - France : interdit aux moins de 12 ans[4],[8],[N 3]
  - Belgique : potentiellement préjudiciable jusqu'à 12 ans (12 - Mogelijk schadelijk voor kinderen onder de 12 jaar)[N 4]
  - Suisse romande : interdit aux moins de 16 ans[9]

## Distribution
- Ryan Reynolds (VF : Pierre Tessier ; VQ : François Godin) : Michael Bryce
- Samuel L. Jackson (VF : Thierry Desroses ; VQ : Éric Gaudry) : Darius Kincaid
- Élodie Yung (VF : Chloé Berthier ; VQ : Stéfanie Dolan) : Agent Amelia Roussel
- Gary Oldman (VF : Gabriel Le Doze ; VQ : Manuel Tadros) : Vladislav Dukhovich
- Salma Hayek (VF : Déborah Perret ; VQ : Camille Cyr-Desmarais) : Sonia Kincaid
- Kirsty Mitchell : Rebecca Harr
- Rod Hallett : Professeur Azimov
- Joaquim de Almeida (VF : Philippe Duchesnay ; VQ : Guy Nadon) : Jean Foucher
- Iouri Kolokolnikov : Ivan

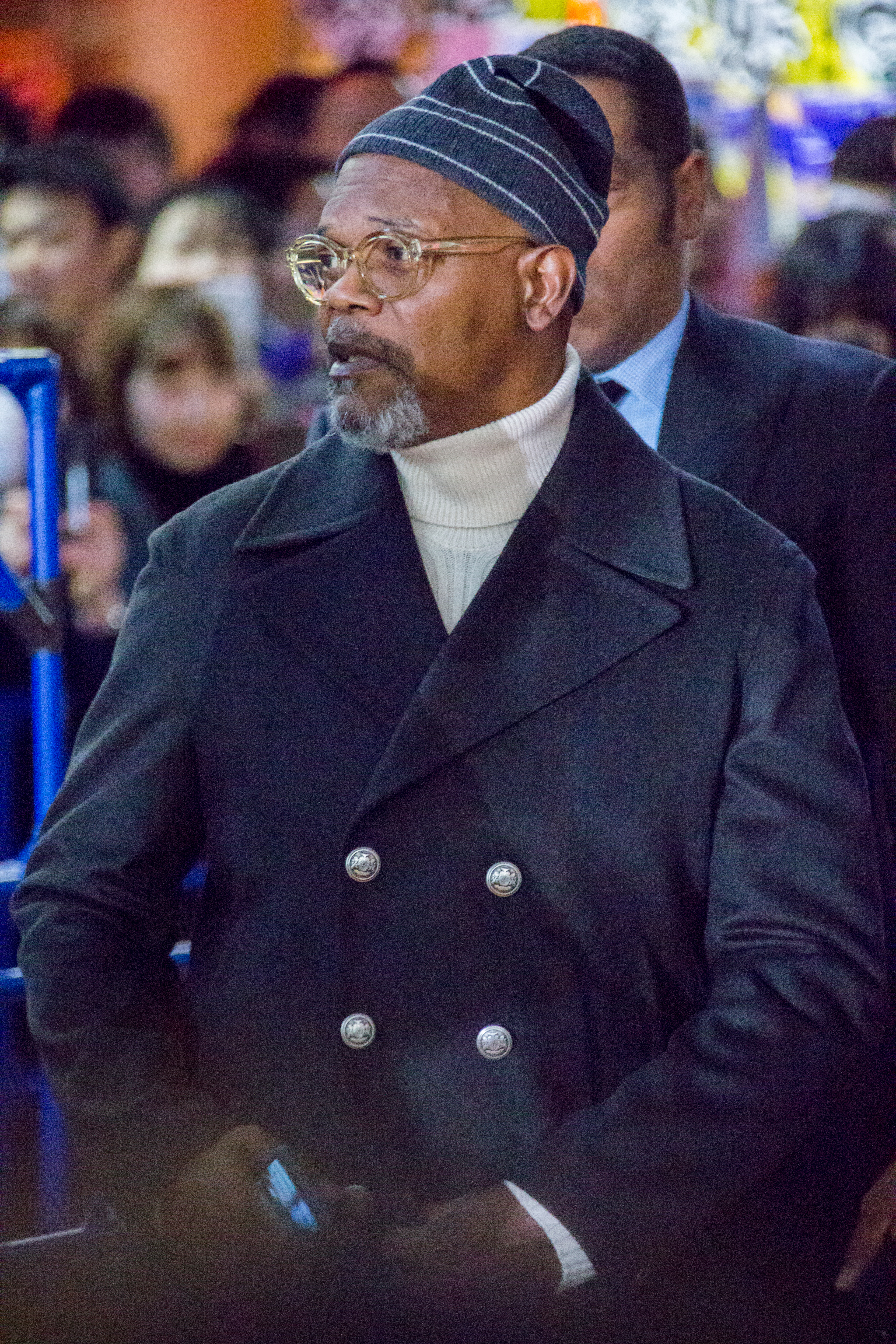
L'acteur principal Samuel L. Jackson, l'année de sortie du film.

- Mikhaïl Gorevoï : Livitin, avocat de Dukhovich
- Richard E. Grant (VF : Gérard Darier ; VQ : Michel M. Lapointe) : Seifert
- Sam Hazeldine (VF : Guillaume Lebon ; VQ : Alexandre Fortin) : Garrett
- Barry Atsma (VF : Vincent de Bouard ; VQ : Patrice Dubois) : Moreno
- Joséphine de La Baume : Agente d'Interpol
- Tine Joustra : Renata Casoria
- Tsuwayuki Saotome : Kurosawa

 Source et légende : version française (VF) sur RS Doublage

## Musique
- Sittin' and Cryin' the Blues par Memphis Slim et Willie Dixon.
- Hello par Lionel Richie.
- Ain't No Love in the Heart of the City par Bobby Blue Bland.
- Ships on the Ocean par Junior Wells.
- Just Because par Lloyd Price.
- New Noise par Refused.
- I Want to Know What Love Is par Foreigner.
- Black Betty par Spiderbait.
- Little Queenie par Chuck Berry.

## Accueil

### Accueil critique
Sur le site Rotten Tomatoes, le film bénéficie d'un taux d'approbation de 41 % basé sur 182 commentaires et d'une note moyenne de 5,1⁄10. Le consensus critique du site se lit comme suit : "Hitman and Bodyguard fait se côtoyer les plaisanteries de Samuel L. Jackson et de Ryan Reynolds, mais ne parcourt pas assez de distance pour dépasser une surabondance de clichés d'action-comédie". Sur Metacritic, qui attribue une note normalisée aux critiques, le film a une moyenne de 47⁄100, basé sur 42 critiques, indiquant les "critiques mitigées ou moyennes". Les spectateurs interrogés par CinemaScore ont attribué au film une note moyenne de "B +" sur une échelle de A + à F, tandis que les spectateurs du film d'après PostTrak lui ont attribué un score globalement positif de 80 %.

### Box-office
| Pays ou région    | Box-office      | Date d'arrêt du box-office | Nombre de semaines |
| ----------------- | --------------- | -------------------------- | ------------------ |
| États-Unis Canada | 75 468 583 $    | 2 novembre 2017            | 11                 |
| France            | 527 831 entrées | 24 octobre 2017            | 9                  |
| Total mondial     | 176 600 207 $   | -                          | -                  |

## Distinctions
Sauf indication contraire, les informations mentionnées dans cette section peuvent être confirmées par les bases de données cinématographiques IMDb et Allociné,  présentes dans la section « Liens externes ».

### Récompense
2018
- Golden Trailer Awards : Golden Trailer du meilleur spot radio ou audio

### Nominations
2018
- Golden Trailer Awards :
  - Nommé au Prix Don LaFontaine de la meilleure voix off
  - Meilleure musique originale
  - La bande-annonce la plus trash (2 nominations)
  - Meilleur spot télévisé comique
  - Meilleure voix off dans un spot télévisé
  - Spot télévisé le plus original
- Taurus World Stunt Awards : meilleure cascade spécialisée pour Peter Pedrero[N 5]

## Éditions en vidéo
- En France, le film Hitman and Bodyguard est sorti en DVD et Blu-ray édition SteelBook le 2 janvier 2018[13],[14]. Une version simple Blu-ray est sortie le 1er mai 2018[15]. À la suite des évolutions techniques afin d'améliorer la qualité d'image et de sons, le film sort dans une édition 4K Ultra HD + Blu-ray le 19 août 2021[16]. Le film est également sorti en VOD le 1er octobre 2021[4].
- Au Québec, le film est sorti en DVD le 21 novembre 2017[1].

## Suite
La suite du film, Hitman and Bodyguard 2 (The Hitman's Wife's Bodyguard), sort en 2021.